# Вигодський дуб
Вигодський дуб — вікове дерево, ботанічна пам'ятка природи місцевого значення в Україні. Зростає поблизу села Вигода Чортківського району, у кв. 86 вид. 4 Гермаківського лісництва Чортківського держлісгоспу, в межах лісового урочища «Окопська стінка». 
Площа — 0,02 га. Оголошено об'єктом природно-заповідного фонду рішенням виконкому Тернопільської обласної ради від 17 листопада 1969 року № 747. Перебуває у віданні Чортківського держлісгоспу державного лісогосподарського об'єднання «Тернопільліс». 
Під охороною — дуб черещатий віком 210 років, діаметром 120 см. Цінний у науково-пізнавальному та естетичному значеннях.